# Micropyropsis tuberosa
Micropyropsis es un género monotípico de plantas herbáceas perteneciente a la familia de las poáceas. Su única especie, Micropyropsis tuberosa Romero Zarco, es originaria de España.

## Descripción
Es una herbácea con tallos de 30-110 cm de altura, con 1-2 entrenudos inferiores engrosados en forma de tubérculos desnudos o recubiertos por vainas marcescentes. Hojas con lígulas de 1 mm; limbo de 10-35 cm x 1-5 mm, con haz estriado, glabro. Racimo de 10-30 cm, con 6-17 espiguillas. Espiguillas de 10-26 mm, con pedúnculos de c. 0,5 mm. Glumas lanceoladas, agudas, con margen escarioso; la inferior de 3,5-5 mm; la superior de 5-7 mm, con nervios bien marcados en la base. Lema de 5-7 mm, lanceoladas, con margen escarioso en la mitad superior, glabra o con ápice escábrido; arista de 2-6 mm, escábrida, inserta a c. 0,2 mm del ápice de la lema. Pálea tan larga o algo más corta que la lema. Anteras de 3 mm. Cariopsis de 4 x 0,8 mm. Florece en mayo.

## Taxonomía
Micropyropsis tuberosa fue descrita por Romero Zarco & Cabezudo y publicado en Lagascalia 11(1): 95. 1983.
Etimología
El nombre del género deriva de la palabra griega opsis (apariencia) y Micropyrum (un género de la misma familia), en alusión a su similitud. 
tuberosa: epíteto latino que significa en "tuberculo, bulto".